# Cleo (Mathematiker)
Cleo ist das Pseudonym, das der aus Usbekistan stammenden Softwareentwickler Vladimir Reshetnikov von 2013 bis 2015 auf dem Mathematik-Stack-Exchange verwendete und dessen Identität erst 2025 geklärt wurde. Cleo wurde dafür bekannt, präzise Antworten auf komplexe mathematische Integrationsprobleme zu liefern, ohne Zwischenschritte anzugeben.
Während seiner aktiven Zeit veröffentlichte Cleo 39 Antworten auf komplexe mathematische Fragen, wobei er sich hauptsächlich auf komplexe Integrationsprobleme konzentrierte, die andere Benutzer nicht lösen konnten. Seine Antworten zeichneten sich dadurch aus, dass sie durchweg korrekt waren, aber keine Erklärung zur Methodik enthielten und oft innerhalb weniger Stunden nach den ursprünglichen Posts erschienen. Der Benutzer gab an, aufgrund eines nicht näher bezeichneten Gesundheitszustands in der Interaktion eingeschränkt zu sein.
Das Rätsel um Cleos Identität und mathematische Fähigkeiten weckte großes Interesse in der mathematischen Gemeinschaft, wobei Benutzer versuchten ihre Lösungsmuster und ihren Schreibstil nach Hinweisen zu analysieren. Einige verglichen Cleo mit historischen Mathematikern wie Srinivasa Ramanujan, der dafür bekannt war Lösungen ohne konventionelle Beweise zu liefern. Im Jahr 2025 wurde die Identität enthüllt. Auch die Fragen, unter anderen von Accounts wie "Laila Podlesny" und "Oksana Gimmel" gepostet wurden, stammten teils von Reshetnikov.

## Geschichte

### Hintergrund
Laut Cleos Profil auf Math.SE (Mathematics Stack Exchange) soll sie eine Mathematikerin mit einer nicht näher genannten Erkrankung sein, die es ihr nicht erlaubt sich an längeren Diskussionen zu beteiligen oder detaillierte Erklärungen abzugeben.

“My real name is Cleo, I'm female. I have a medical condition that makes it very difficult for me to engage in conversations, or post long answers, sorry for that. I like math and do my best to be useful at this site, although I realize my answers might be not useful for everyone.”

„Mein richtiger Name ist Cleo, ich bin weiblich. Ich leide unter einer Krankheit, die es mir sehr schwer macht, an Gesprächen teilzunehmen oder lange Antworten zu posten. Das tut mir leid. Ich mag Mathe und gebe mein Bestes, um auf dieser Seite hilfreich zu sein, obwohl mir klar ist, dass meine Antworten möglicherweise nicht für jeden hilfreich sind“

### Aktivität auf Stack Exchange
Zwischen November 2013 und Dezember 2015 hat Cleo 39 Antworten auf komplexe mathematische Probleme veröffentlicht, hauptsächlich mit komplexer Integration. Ihr erster nennenswerter Beitrag erfolgte am 11. November 2013, als sie ein besonders schwieriges Integral lösten, das andere Nutzer vor Probleme gestellt hatte:

„I need help with this integral:
{\displaystyle I=\int _{-1}^{1}{\frac {1}{x}}{\sqrt {\frac {1+x}{1-x}}}\ln \left({\frac {2x^{2}+2x+1}{2x^{2}-2x+1}}\right)\ \mathrm {d} x}.
[...] The approximate numeric value of the integral:
{\displaystyle I=8.372211626601275661625747121...}
Neither Mathematica nor Maple could find a closed form for this integral, and lookups of the approximate numeric value in WolframAlpha and ISC+ did not return plausible closed form candidates either. But I still hope there might be a closed form for it.“

„Ich brauche Hilfe mit diesem Integral:
{\displaystyle I=\int _{-1}^{1}{\frac {1}{x}}{\sqrt {\frac {1+x}{1-x}}}\ln \left({\frac {2x^{2}+2x+1}{2x^{2}-2x+1}}\right)\ \mathrm {d} x}.
[...] Der genäherte numerische Wert des Integrals:
{\displaystyle I=8.372211626601275661625747121...}
Weder Mathematica noch Maple konnten einen geschlossenen Ausdruck für dieses Integral finden, und Abfragen des ungefähren numerischen Wertes in WolframAlpha und ISC+ haben auch keine plausiblen Kandidaten in geschlossener Form zurückgegeben. Aber ich hoffe immer noch, dass es dafür eine geschlossene Form geben könnte.“

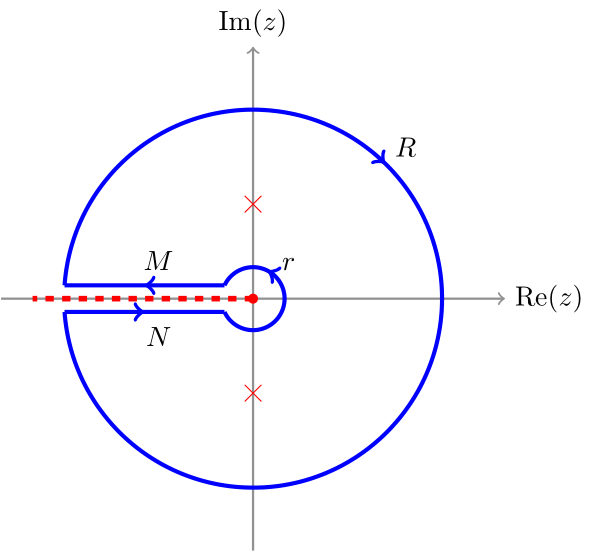
Ron Ron Gordons Lösung des Integrals umfasste ein Konturintegral über einer Schlüssellochkontur und eine umfangreiche Symmetrieanalyse.

Die Lösung wurde von Cleo viereinhalb Stunden später einfach so formuliert:
{\displaystyle I=4\pi \operatorname {arccot} {\sqrt {\phi }}}
wobei {\displaystyle \phi } der Goldene Schnitt ist. Die Antwort enthielt lediglich einen Link zur Definition des Goldenen Schnitts, jedoch keine weiterführenden Informationen.
Die Math.SE-Community stellte zunächst den Wert von Antworten ohne Beweise in Frage. Zwei Tage später lieferte Ron Gordon, ein Patentanwalt und ehemaliger Physiker, einen umfassenden Beweis, der Cleos Lösung bestätigte. Sein Ansatz bestand darin ein Polynom achten Grades durch quadratische Gleichung zu reduzieren und den Goldenen Schnitt aus dem vereinfachten Ausdruck abzuleiten, wodurch Cleos ursprüngliche Antwort bestätigt wurde. Gordons detaillierte Lösung erlangte große Anerkennung und erhielt über 1.000 Bestätigungen auf Stack Exchange und später Anerkennung im Subreddit /r/math als „Meister der Integration“. Die Redakteure stuften Cleos Beiträge trotz ihres unkonventionellen Ansatzes, nur Antworten zu liefern, als mathematisch fundiert ein.
Cleos Selbstdarstellung auf Stack Exchange hat sich im Laufe der Zeit weiterentwickelt. In ihrem früheren Profil von 2013 zitierte sie Srinivasa Ramanujans berühmte Beschreibung, wie man durch Träume mathematische Erkenntnisse erhält:

“While asleep, I had an unusual experience. There was a red screen formed by flowing blood, as it were. I was observing it. Suddenly a hand began to write on the screen. I became all attention. That hand wrote a number of elliptic integrals. They stuck to my mind. As soon as I woke up, I committed them to writing.”

„Während ich schlief, hatte ich ein ungewöhnliches Erlebnis. Da war ein roter Bildschirm, der sozusagen aus fließendem Blut bestand. Ich beobachtete ihn. Plötzlich begann eine Hand auf den Bildschirm zu schreiben. Ich war ganz aufmerksam. Diese Hand schrieb eine Reihe von elliptischen Integralen. Sie blieben in meinem Gedächtnis haften. Sobald ich aufwachte, schrieb ich sie nieder.“

Im Anschluss an dieses Zitat fügte Cleo ihre eigene philosophische Perspektive hinzu:

“Remember, you are not locked into a single axiom system. You may invent your own, whenever you wish—just use your intuition and imagination.”

„Denken Sie daran, Sie sind nicht an ein einziges Axiomensystem gebunden. Sie können jederzeit Ihr eigenes erfinden – nutzen Sie einfach Ihre Intuition und Vorstellungskraft.“

Als das Konto inaktiv wurde, hatte sich das Profil in die oben erwähnte, einfache biografische Aussage geändert.

### Vermutete Personen
Es wurde spekuliert, dass Cleo ein bekannter Mathematiker war, wie Terence Tao (obwohl Tao dies selbst in einer E-Mail-Korrespondenz bestritt), Grigori Perelman, Stephen Hawking oder Maryam Mirzakhani. Allisan Parshall vom „Scientific American“ verglich Cleos Beiträge mit der Arbeit des indischen Mathematikers Srinivasa Ramanujan, der ebenfalls komplizierte mathematische Formeln ohne Erklärung entwickelte.

## Vermächtnis
Cleo wurde zu einem bemerkenswerten Teil der mathematischen Internetkultur, der durch das Mysterium der Anonymität des Benutzers noch populärer wurde. Ein Math.SE-Benutzer bemerkte nach der Enthüllung: „Es ist die Idee von Cleo, die zählt, nicht, ob sie existierte … wie Jesus.“
In einem Interview im Jahr 2023 bei „Scientific American“ sagte Gordon über Cleos Popularität im Internet:
„Ich glaube, viele Leute, die es einfach hassten, wenn man ihnen sagte: ‚Zeigen Sie Ihre Arbeit, zeigen Sie Ihre Arbeit, zeigen Sie Ihre Arbeit …‘, hier ist jemand, der damit protzt, seine Arbeit nicht zu zeigen, und die Leute jubeln ihm zu.“